# Радісна вулиця (Дніпропетровськ)
Радісна вулиця (раніше Робоча 1) - вулиця у населеному пункту Лоцманської Кам'янки в Соборному районі міста Дніпро. Має протяжність з номеру будинка №1 до №118. Покриття вулиці - Щебінь, але в деяких місцях - Бетон. Має підприємства такі, як - Компанія WUST ("ВЮСТ") та Тихонино (Тіхоніно - російська).

## Історія
Була створена у 1890 році та мала назву Робоча 1.

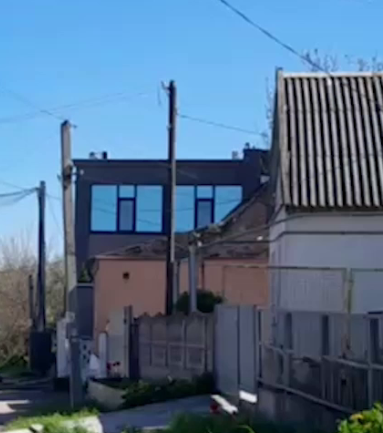
Будинок №92

## Особливі будинки
Будинок №92 - це 3 поверховий, 4 ярусний приватний будинок. Має 4 гаражі.

## Провулки
Вулиця має 3 провулки які ведуть до таких вулиць, як - Єреванська та Новорічна. Останній веде до гаражів.

## Галерея

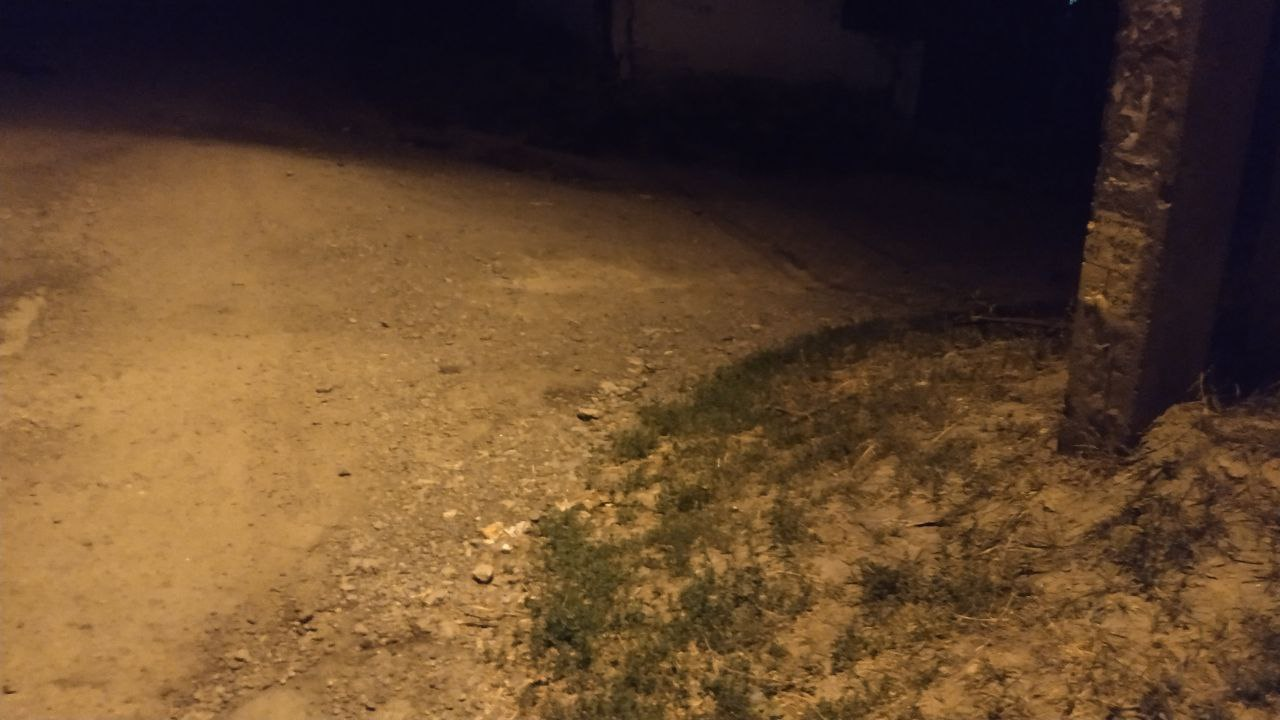
Провулок до Новорічної вулиці.